# Barh Signaka
Le Barh Signaka est un des 4 départements composant la région du Guéra au Tchad. Son chef-lieu est Melfi.

## Subdivisions
Le département du Barh Signaka est divisé en 3 sous-préfectures :
- Melfi ;
- Mokofi ;
- Chingil (ou Chinguil).

## Administration
Préfets du Barh Signaka (depuis 2002) :
- 9 octobre 2008 : Djibrine Nourene Souleimane[1].

## Lieux remarquables
- Mines de fer de Tele-Nugar.